# Lille Allan - den menneskelige antenne
Lille Allan - den menneskelige antenne er en dansk børnefilm instrueret af Amalie Næsby Fick.

## Handling
I en ellers trist og ensom sommerferie i Urbanplanen bliver den indadvendte dreng, Lille Allan (11), overtalt til at agere menneskelig antenne for sin gamle UFO-besatte nabo Helge. Da det tankelæsende rumvæsen, Maiken, nødlander hos dem, og de skal have hende hjem, opstår der pludselig et venskab, som Allan ikke vil undvære. Men de er ikke de eneste, der vil have fat i Maiken. En gal samler er også på sporet, og vil have svar på det store spørgsmål: “Er der liv i rummet, og kan det udstoppes?”

## Medvirkende
- Peter Frödin
- Louis Næss-Schmidt
- Sofie Torp
- Jesper Christensen

## Priser
Instruktøren Amalie Næsby Fick modtog i 2022 Nordisk Film Prisen for filmen.